# الاتحاد الإفريقي للهوكي
الاتحاد الإفريقي للهوكي (بالإنجليزية: African Hockey Federation) هو الهيئة الحاكمة القارية لهوكي الميداني في أفريقيا، تابعة للاتحاد الدولي للهوكي وتضم عضوية 25 دولة، ينظم الاتحاد مرتين في السنة كأس الهوكي الأفريقي للأمم، وهي بطولة هوكي للرجال والسيدات للدول الأفريقية، والهدف الرئيسي له هو جعل لعبة الهوكي أكثر شعبية في إفريقيا والتشجيع على زيادة عدد اللاعبين بها.

## انظر ايضا
- الاتحاد الدولي للهوكي